# Émeraude (Rakete)
Die VE 121 Émeraude war eine französische Versuchsrakete. Sie war eine auf den Erfahrungen mit den Raketen Véronique und Vesta aufbauende Flüssigkeitsrakete mit Salpetersäure und Terpentin als Treibstoff.
Die Emeraude war 17,93 m lang und hatte einen Durchmesser von 1,40 m. Sie konnte eine Nutzlast von 395 kg in eine Höhe von 200 km befördern. Die Startmasse der Émeraude betrug 18,2 t und der Startschub 275 kN. Sie war zur Steuerung mit einer schwenkbaren Düse ausgestattet. Die Rakete war einstufig, trug aber eine Attrappe einer Topaze als Ballast, um die Aerodynamik einer zweistufigen Rakete zu untersuchen.
Die Emeraude wurde 1964/65 fünfmal von der Startrampe Brigitte im algerischen Hammaguir gestartet. Die ersten drei Versuche schlugen fehl, weil schwappender Treibstoff in den Tanks zu einem Pogoeffekt führten. Die beiden erfolgreichen Starts am 27. Februar 1965 und am 13. Mai 1965 erreichten eine Höhe von 200 km.
Die Erststufe wurde später auch in den Raketen Saphir und Diamant verwendet.
Die Emeraude gehörte zum französischen VE-Programm (véhicule expérimental) zur Entwicklung von Luft-, Silo- oder U-Boot gestützten Interkontinentalraketen bzw. der Entwicklung von Trägerraketen, zu dem auch die VE8, VE9, VE10 Aigle, VE110 Agate, VE111 Topaze, VE 210 Rubis und die VE231 Saphir gehörten. Diese Raketen wurden ab 1959 auf Anweisung von de Gaulle durch die im September 1959 gegründete Firma SEREB (Société pour l'étude et la réalisation d'engins balistiques) entwickelt.